# Nampicuan
Nampicuan (Bayan ng Nampicuan) är en kommun i Filippinerna. Kommunen ligger på ön Luzon, och tillhör provinsen Nueva Ecija. Folkmängden uppgår till 11 033 invånare.

## Barangayer
Nampicuan är indelat i 21 barangayer.
| - Alemania - Ambassador Alzate Village - Cabaducan East (Pob.) - Cabaducan West (Pob.) - Cabawangan - East Central Poblacion - Edy - Maeling - Mayantoc - Medico - Monic | - North Poblacion - Northwest Poblacion - Estacion (Pob.) - West Poblacion - Recuerdo - South Central Poblacion - Southeast Poblacion - Southwest Poblacion - Tony - West Central Poblacion |